# Rəvan Baku
Rəvan Futbol Klubu – azerski klub piłkarski z Baku.
Klub został założony w 2009 roku. W sezonie 2010-11 na zapleczu ekstraklasy zajął drugie miejsce i wywalczył awans do najwyższej klasy rozgrywkowej.

## Skład 2013-14
| Nr | Poz. | Piłkarz                |
| -- | ---- | ---------------------- |
| 1  | BR   | Łukasz Sapela          |
| 5  | OB   | Aqil Nəbiyev           |
| 6  | PO   | Ceyhun Cavadov         |
| 7  | PO   | Elvin Həsənəliyev      |
| 9  | NA   | Elnur Abdulov          |
| 10 | NA   | Sebastian Castro-Tello |
| 11 | PO   | Kamil Nurəhmədov       |
| 12 | BR   | Fuad Əhmədov           |
| 14 | NA   | Juan Manuel Varea      |
| 15 | PO   | Anar Həsənov           |
| 16 | PO   | Orxan Lalayev          |
| 17 | PO   | Ramazan Abbasov        |
| 19 | PO   | Hüseyn Axundov         |
| 20 | PO   | Miloš Adamović         |
| 21 | OB   | Novruz Məmmədov        |

| Nr | Poz. | Piłkarz             |
| -- | ---- | ------------------- |
| 22 | PO   | Tofiq Mikayılov     |
| 23 | PO   | Cristián Torres     |
| 24 | OB   | Yamin Ağakərimzadə  |
| 25 | PO   | Ayaz Mehdiyev       |
| 27 | PO   | Rəşad Abdullayev    |
| 29 | PO   | Əziz Quliyev        |
| 30 | PO   | Cəmşid Məhərrəmov   |
| 33 | OB   | Sohib Suwonkulow    |
| 35 | PO   | Fredrik Holster     |
| 38 | OB   | Ivan Pecha          |
| 40 | PO   | Michel Nack Balokog |
| 85 | BR   | Kamal Bayramov      |
| 89 | PO   | Vüsal Qarayev       |
| 99 | BR   | Murad Qənbərov      |